# تركسات
تركسات هو اسم سلسلة أقمار الاتصالات التركية التي تشغلها شركة Türksat A.Ş المملوكة للدولة.
يتم توفير الاتصالات الساتلية عن طريق محطة Gölbaşı الأرضية في أنقرة.

## تركسات 1A
كان الساتل Turksat 1A هو المحاولة الأولى للمشروع والذي أطلقه Ariane 4 من مركز جويانا للفضاء في كورو ، غيانا الفرنسية في 24 يناير 1994.
بسبب فشل جهاز الإطلاق، انفجر القمر الصناعي في الجو قبل أن يصل إلى مداره.

## تركسات 1B
بعد فقدان Turksat 1A ، تم وضع Turksat 1B بنجاح في مدار 42 درجة شرقًا في 11 أغسطس 1994. بعد الاختبارات المدارية، تم تشغيل Turksat 1B في 10 أكتوبر 1994.

## البعثات
| القمر الصناعي | تاريخ الاطلاق  | مكان الاطلاق                     | المكوك الحامل               | العمر الافتراضي | الحالة                |
| ------------- | -------------- | -------------------------------- | --------------------------- | --------------- | --------------------- |
| Türksat 1A    | 24 يناير 1994  | فرنسا مركز جويانا للفضاء         | الاتحاد الأوروبي أريان 4    | 10 سنوات        | فشل الاطلاق           |
| Türksat 1B    | 10 أغسطس 1994  | فرنسا مركز جويانا للفضاء         | الاتحاد الأوروبي أريان 4    | 10 سنوات        | خرج من الخدمة في 2006 |
| Türksat 1C    | 9 يوليو 1996   | فرنسا مركز جويانا للفضاء         | الاتحاد الأوروبي أريان 4    | 10 سنوات        | خرج من الخدمة في 2010 |
| Türksat 2A    | 10 يناير 2001  | فرنسا مركز جويانا للفضاء         | الاتحاد الأوروبي أريان 4    | 12 سنة          | خرج من الخدمة في 2016 |
| Türksat 3A    | 13 يونيو 2008  | فرنسا مركز جويانا للفضاء         | الاتحاد الأوروبي أريان 5    | 15 عاماً         | نشط                   |
| تركسات 4آي    | 14 فبراير 2014 | كازاخستان ميناء بايكونور الفضائي | روسيا بروتون (عائلة صواريخ) | 15 عاماً         | نشط                   |
| Türksat 4B    | 16 أكتوبر 2015 | كازاخستان ميناء بايكونور الفضائي | روسيا بروتون (عائلة صواريخ) | 15 عاماً         | نشط                   |
| تركسات 5 إيه  | 2018           | كازاخستان ميناء بايكونور الفضائي | روسيا بروتون (عائلة صواريخ) | 15 عاماً         | مشروع                 |
| تركسات        | 2019           | كازاخستان ميناء بايكونور الفضائي | روسيا بروتون (عائلة صواريخ) | 15 عاماً         | مشروع                 |
| تركسات 6 إيه  | 2020           | غير معروف                        | غير معروف                   | 15 عاماً         | مشروع                 |